# NGC 660
NGC 660 är en polär ringgalax belägen i stjärnbilden Fiskarna på ett avstånd av ca 45 miljoner ljusår från solen. NGC 660 ingår i M74-gruppen.

## Egenskaper

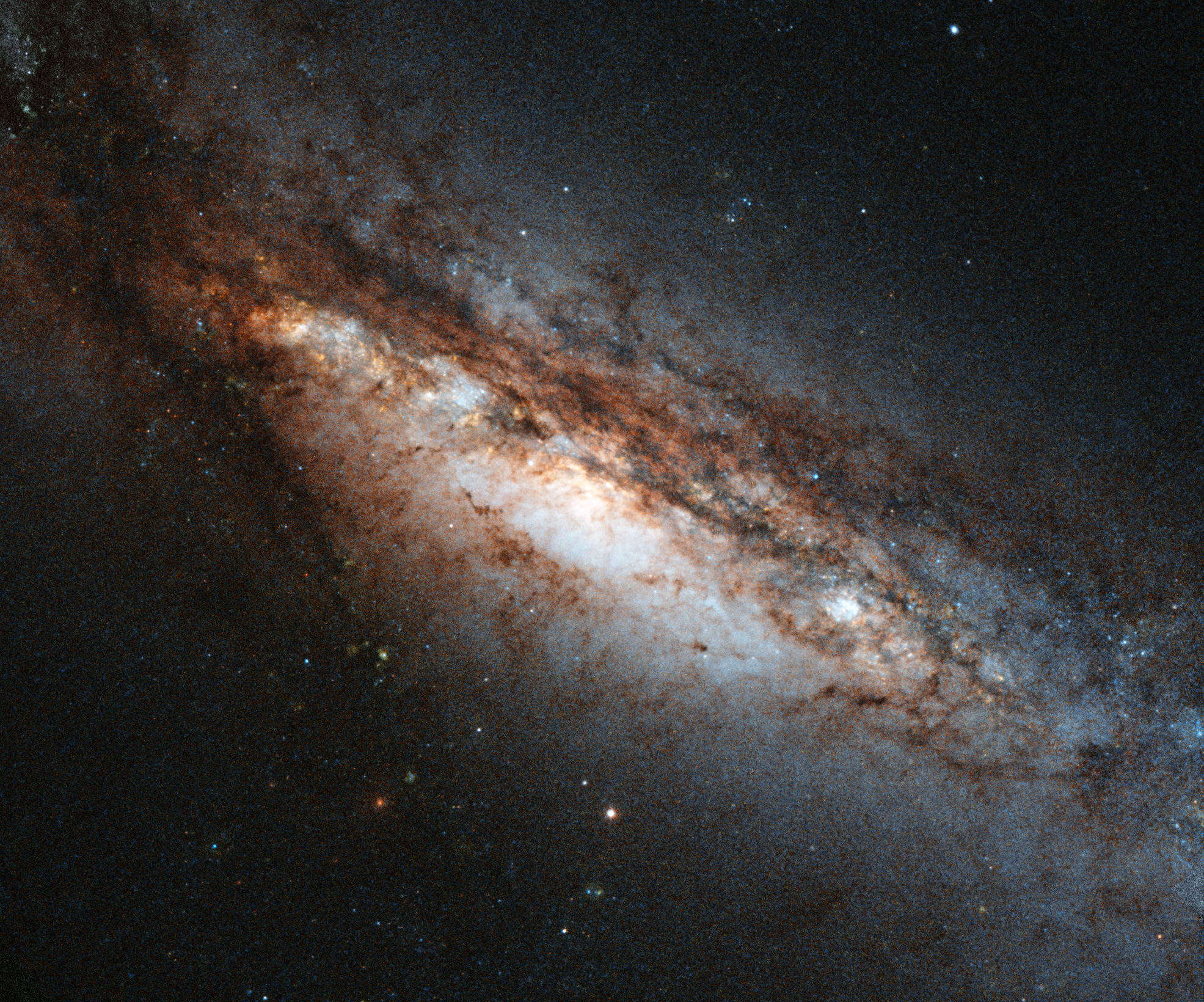
Bild av NGC 660 tagen medHubble Space Telescope.

NGC 660 är den enda sådan galax som är värd för en sen typ av linsformad galax. Den bildades sannolikt då två galaxer kolliderade för omkring en miljard år sedan. Den kan emellertid även ha börjat som en skivgalax som fångade materia från en passerande galax. Detta material kan med tiden ha "hängts ut" för att bilda en roterande ring.
Ringen är egentligen inte polär, utan har snarare en lutning mot värdskivan på ca 45 grader. Det extrema antalet rosa stjärnbildande områden som förekommer längs galaxens ring kan vara resultatet av gravitationsinteraktionen som orsakas av en inträffad kollision. Ringen är 50 000 ljusår bred - mycket bredare än själva skivan - och har en större mängd gas- och stjärnbildning än värdringen. Detta tyder sannolikt på en mycket våldsam formation. Polarringen innehåller objekt som kan räknas i hundratal. Många av dessa är röda och blå superjättestjärnor. De senast bildade stjärnorna i ringen påbörjades för ungefär 7 miljoner år sedan. Detta tyder på att bildandet av dessa stjärnor har varit en lång process och fortfarande pågår.
Data om halvan av mörk materia i NGC 660 kan extraheras genom att observera gravitationseffekterna av den mörka materian på skivan och ringens rotation. Från skivans kärna avges radiostrålning vars källa är ett område med bara 21 ljusårs vidd. Detta kan tyda på närvaro av en superhop av stjärnor som ligger inom ett område med moln av gas. Regionen i centrum har en omfattande  stjärnbildning, så ljusstark att den har ansetts kunna vara en starburstgalax.
I slutet av 2012 förekom i NGC 660 ett enormt utbrott med en magnitud cirka tio gånger ljusare än en supernovaexplosion. Orsaken är oklar, men händelsen kan ha varit resultat av en enorm jetström som härrör från galaxens centrala svarta hål,